# Dario Dainelli
Dario Dainelli (Pontedera, 9 de junho de 1979) é um futebolista italiano que atua como zagueiro. Atualmente joga pelo Livorno.

## Carreira

### Empoli
Foi revelado no Empoli, e a partir dos dezenove anos passa duas temporada na Serie C, entre Modena, Cavese e Fidelis Andria. Com boas apresentações neste último, chama a atenção de clubes da Serie B e é contratado pela Lecce para a temporada 2000-01, mas só assume a titularidade no fim da temporada.
Jogando com destaque, é negociado com o Brescia. Sai por empréstimo ao Verona no início da temporada por seis meses, mas logo volta e consegue destacar-se entre os titulares da equipe rondinella. Em julho de 2004, foi negociado com a recém-promovida Fiorentina por 2,5 milhões de euros.
Em 12 de janeiro de 2010, foi vendido ao Genoa. Em 31 de janeiro de 2012, foi emprestado ao Chievo. Em 7 de agosto do mesmo ano, após rescindir com o Genoa ele assinou em definitivo com a equipe de Verona.

### Livorno
Dario Dainelli se transferiu para o Livorno Calcio, em 2018.

## Seleção
Foi duas vezes convocado para a Seleção Italiana: em junho de 2005, por Marcello Lippi para uma turnê nos EUA, e em setembro de 2006, por Roberto Donadoni para as eliminatórias para a Euro 2008, contra Lituânia e França.